# Daiotyla
Daiotyla is een geslacht van vier soorten orchideeën uit de onderfamilie Epidendroideae.
Het zijn kleine, epifytische planten uit tropische streken in Zuid-Amerika. Daiotyla is in 2005 afgesplitst van het geslacht Chondrorhyncha.

## Naamgeving enetymologie
- Synoniem: Chondrorhyncha Lindl. (1846)

De botanische naam Daiotyla is ontleend aan het Oudgriekse 'daio' (verdelen) en 'tyle' (knoop of callus), naar de gedeelde callus op de bloemlip.

## Kenmerken
Daiotyla-soorten lijken zowel qua vegetatieve kenmerken als in de bloemen zeer sterk op die van het geslacht Chondrorhyncha, waarin ze vroeger werden ingedeeld.
Het zijn kleine epifytische planten met een sympodiale groei, zonder pseudobulben, met meestal maar twee of drie donkergroene bladeren, en één korte, okselstandige, liggende of rechtopstaande eenbloemige bloeistengel.
De bloemen zijn niet-geresupineerd en hebben gelijkvormige kelk- en kroonbladen. Het dorsale kelkblad is dik en hol en heeft de vorm van een kapje, de laterale zijn veel dunner en vormen een halfopen buis rond het gynostemium. De bloemlip is eenlobbig, concaaf en rond het gynostemium gebogen, en draagt een callus. Het gynostemium draagt vier afgeplatte pollinia, door een duidelijk stipum verbonden met een vlak, schildvormig viscidium.
Het belangrijkste verschil met Chondrorhyncha is de dikke, uit twee delen bestaande callus die tot in het midden van de bloemlip reikt en die enkel aan de basis vergroeid zijn.
De algemene habitus doet ook denken aan die van het geslacht Stenia, eveneens een zeer nauw verwant geslacht.

## Taxonomie
Het geslacht Daiotyle werd in 2005 beschreven door Robert Dressler. Het werd afgescheiden van Chondrorhyncha op basis van DNA-onderzoek door Whitten et al..
Het geslacht omvat vier soorten. De typesoort is Daiotyla albicans.

### Soortenlijst
- Daiotyla albicans (Rolfe) Dressler (2005)
- Daiotyla crassa (Dressler) Dressler (2005)
- Daiotyla maculata (Garay) Dressler (2005)
- Daiotyla xanthina Pupulin & Dressler (2007)